# ناتاشا گولوا
ناتاشا گولوا (انگلیسی: Nataša Gollová؛ ۲۷ فوریهٔ ۱۹۱۲ – ۲۹ اکتبر ۱۹۸۸) یک هنرپیشه اهل جمهوری چک بود.
از فیلم‌ها یا برنامه‌های تلویزیونی که وی در آن نقش داشته است می‌توان به مسیحی اشاره کرد.